# Colpo di Stato in Etiopia del 1928
Il colpo di Stato in Etiopia del 1928 fu un tentativo dei sostenitori dell'imperatrice Zauditù d'Etiopia di scalzare il suo erede apparente e principe ereditario Tafari Makonnen. Con la dipartita di Tafari, Zewditu sarebbe rimasta l'unica regnante dell'Impero etiope (Mangista Ityop'p'ya).

## Gli eventi
Nel settembre del 1928, ad Addis Ababa, un gruppo di reazionari portò avanti un piano per porre sul trono la sola imperatrice liberandosi del suo erede. Il gruppo includeva diversi cortigiani di Zauditù. Il colpo di Stato fu tragico nelle sue origini e comico al suo termine.

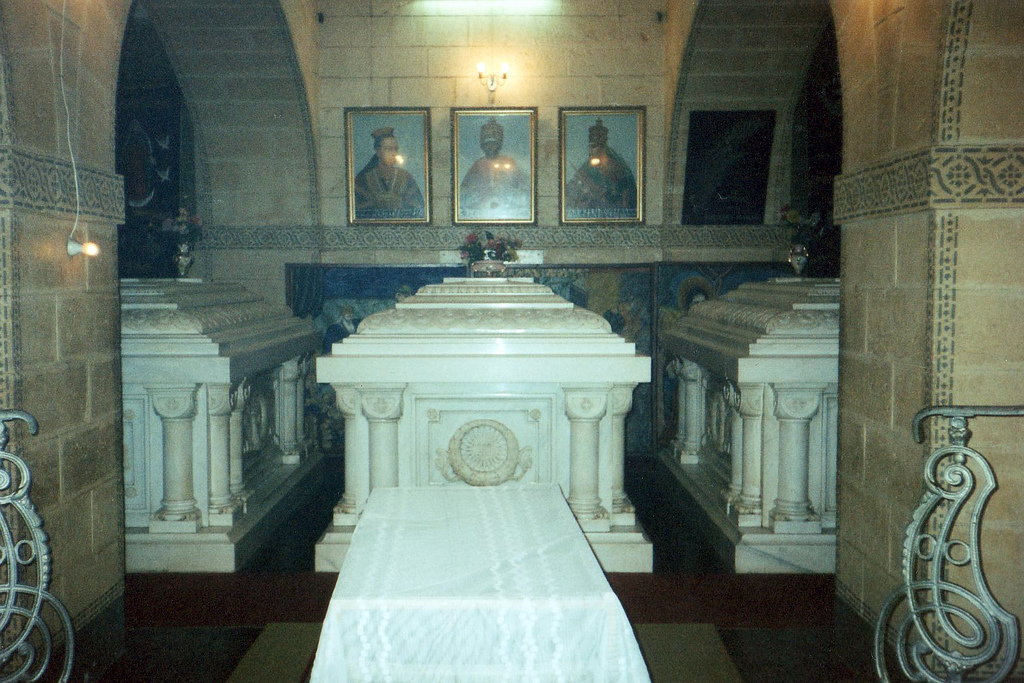
Il mausoleo di Menelik II con le tombe di Taytu Betul (a sinistra) e quella di Zauditù (a destra) aggiunte in seguito.

Quando il confronto con le truppe di Tafari fu inevitabile, i capi del colpo di Stato ebbero paura e si rifugiarono nei sotterranei del palazzo, nel mausoleo di Menelik II. Tafari ed i suoi uomini li circondarono ma a loro volta vennero circondati dalla guardia personale di Zauditù. L'esercito di Tafari intervenne a salvare la situazione e questo era inoltre molto meglio equipaggiato di quello dell'imperatrice con fucili nuovi appena importati, cannoni, mitragliatrici e persino un carro armato. Il carro armato, un Fiat 3000, era stato donato all'imperatrice Zuaditù dal Duca degli Abruzzi durante una sua visita alcuni anni prima.
Alla fine, la superiorità delle armi delle forze in supporto a Tafari decise la vittoria in suo favore.